# Cobdogla Steam and Irrigation Museum
| Zweiachsige Bagnall-Dampflok, Baujahr 1906                                                                                         |                     |                          |                          |
| Streckenverlauf der Feldbahn |                     |                          |                          |
| Streckenlänge: | 2,5 km              |                          |                          |
| Spurweite: | 600 mm (Schmalspur) |                          |                          |
| |                     |                          |                          |
| \| \| \| \| \| \| \| 0 \| Cobdogla Railway Station \| Cobdogla Railway Station \| \| \| \| \| \| \| \| \| \| \| \| \| 2,5 \| \| \| |                     |                          |                          |
| |                     |                          |                          |
| Bahnhof | 0                   | Cobdogla Railway Station | Cobdogla Railway Station |
| Abzweig geradeaus und nach links · Strecke von rechts                                                                              |                     |                          |                          |
| Strecke |                     |                          |                          |
| | 2,5                 |                          |                          |

Das Cobdogla Steam and Irrigation Museum betreibt in Cobdogla  in der Riverland-Region von South Australia unter anderem zwei Humphrey-Pumpen und eine 2,5 km lange Feldbahn mit einer Spurweite von 600 mm.

## Streckenverlauf und Geschichte
In dem auf Be- und Entwässerung sowie auf Dampfmaschinen, Dampflokomotiven und Lokomobile spezialisierten  Museum von Cobdogla gibt es zwei betriebsbereite Dampfpumpen, die von Herbert Alfred Humphrey erfunden und entwickelt wurden, sowie eine an Fahrtagen für den Besuchertransport eingesetzte 2,5 km lange Feldbahn mit einer Diesel- und einer Dampflokomotive, die ursprünglich bei Humes Ltd. für den Transport von Rohren für die Loveday-Pipeline eingesetzt worden sind.
Die Ruinen der historischen Cobdogla Homestead und die Humphrey-Pumpen in der ehemaligen Pumpstation von Cobdogla sind im South Australian Heritage Register eingetragen.